# Giovanni Meli
Giovanni Meli (4. marts 1740 i Palermo - 20. december 1815 sammesteds) var en italiensk digter. 
Han var fra 1787 Prof. i Kemi i sin fødestad, oprindelig læge. Alle hans digterværker er skrevet i siciliansk dialekt, men er tidlig oversatte af andre i det italienske rigssprog og ofte udgivet i begge sprog jævnsides. Melis poetiske fortrin er vid og ynde, især udmærkede han sig i fine og graciøse småsange af erotisk-anakreontisk karakter, for eksempel »Læben« (Lu labbru). I et episk digt Don Chisciotte e Sanzio Panza nella Scizia, i 12 sange, søgte han at kappes med Cervantes. Desuden kan nævnes satiren L’Origini di lu Munnu, La fata galante, Favole morali, Ditirammu, Idyller (»De fire Aarstider«) m. m. Af Melis samlede sicilianske digte er der kommet flere udgaver (5 Bd, 1787), (7 Bd, 1815), senest (8 Bd, 1857), (4 Bd, 1859 og 1884). Et Udvalg er oversat på tysk af Gregorovius (2. Udg. 1886).